# Orly Castel-Bloom
Orly Castel-Bloom (hébreu : אורלי קסטל-בלום), née le 26 novembre 1960 à Tel Aviv, est une écrivaine israélienne.

## Biographie
Orly Castel-Bloom est née le 26 novembre 1960 à Tel Aviv, dans une famille de juifs séfarade francophones égyptiens. Jusqu'à l'âge de trois ans, elle a des nourrices françaises et parle exclusivement le français,. Elle étudie la cinématographie à l'École Beit Zvi pour les arts de la scène à Ramat Gan ainsi qu'à l'université de Tel Aviv.
Elle a enseigné à l'université Harvard, à l'université de Californie à Los Angeles ou encore aux universités d'Oxford et de Cambridge et enseigne actuellement la création littéraire à l'université de Tel Aviv.
En janvier 2018,elle est signataire avec 34 autres personnalités littéraires dont Zeruya Shalev, David Grossman, Etgar Keret et  Amos Oz  d'une lettre adressée au premier ministre israélien Benjamin Netanyahu lui demandant le non renvoi des personnes réfugiées originaires de l'Érythrée et du Soudan.
L'écrivaine vit à Tel-Aviv et a deux enfants majeurs.

## Carrière littéraire
Le premier recueil de nouvelles de Orly Castel-Bloom, Pas loin du centre-ville, est publié en 1987 chez Am Oved. Elle est l'auteure de onze livres publiés, parmi lesquels des recueils de nouvelles et des romans. Son roman publié en 1992, Dolly City est inclus dans la Collection UNESCO d'œuvres représentatives,. En 1999, elle est  nommée parmi les 50 femmes les plus influentes d'Israël. Dolly City a été adapté en pièce de théâtre et joué à Tel-Aviv, ville natale et de résidence de l'auteure.
À partir de Les Radicaux libres, Orly Castel-Bloom a arrêté d'écrire à la première personne. Dans Parcelles humaines publié en 2002, elle est la première écrivaine israélienne à aborder le sujet des attentats-suicides palestiniens. Son anthologie de nouvelles On ne discute pas avec le riz est publiée en 2003.
Orly Castel-Bloom a reçu deux fois le prix du Premier ministre en Israël, le prix Tel Aviv de la fiction et est lauréate en 2015 du prix Sapir.
Le critique littéraire israélien Gershon Shaked la caractérise comme une écrivaine postmoderne qui « évoque le désespoir d'une génération qui n'est même plus capable de rêver les rêves de l'histoire sioniste. »

## Prix et distinctions
- 2005 : Prix Wizo
- 2015 : Prix Sapir pour Le Roman égyptien[7]

## Œuvres
- Dolly city traduit  par Rosie Pinhas-Delpuech, Arles, Actes Sud, coll. « Lettres hébraïques », 1993, 205 p.  (ISBN 2-7427-0053-6)

titre original Dwliy siyṭiy (hébreu : דולי סיטי)
- Où je suis traduit par Rosie Pinhas-Delpuech, Arles, Actes Sud, coll. « Lettres hébraïques », 1995, 217 p.  (ISBN 2-7427-0480-9)

titre original  Heykan ʾaniy nimṣeʾt (hébreu : היכן אני נמצאת)
- La Mina Lisa traduit  ' par Rosie Pinhas-Delpuech, Arles, Actes Sud, coll. « Lettres hébraïques », 1998, 238 p.  (ISBN 2-7427-1662-9)

titre original  HaMiynah Liyzah (hébreu : המינה ליזה)
- Les Radicaux libres traduit en français  par Rosie Pinhas-Delpuech, Arles, Actes Sud, coll. « Lettres hébraïques », 2003, 172 p.  (ISBN 2-7427-4116-X)

titre original Radikalem hofshi'im
- Parcelles humaines  traduit en français  par Rosie Pinhas-Delpuech, Arles, Actes Sud, coll. « Lettres hébraïques », 2004, 286 p.  (ISBN 2-7427-5165-3)

titre original  Ḥalaqiym ʾenwṣiyyim
- Textile traduit  par Rosie Pinhas-Delpuech, Arles, Actes Sud, coll. « Lettres hébraïques », 2008, 236 p.  (ISBN 978-2-7427-7390-9)

titre original Teqsṭiyl
- Le Roman égyptien  par Rosie Pinhas-Delpuech, Arles, Actes Sud, coll. « Lettres hébraïques », 2016, 208 p.  (ISBN 978-2-330-06657-4)

titre original HaRoman HaMistri